# Давидов Євген Валерійович
Євге́н Вале́рійович Дави́дов — майор Збройних Сил України.

## Життєпис
Станом на березень 2017 року — начальник штабу дивізіону, мешкав у місті Яворові на Львівщині.

## Нагороди
- орден «За мужність» III ступеня (27 червня 2015 року) — за особисту мужність і героїзм, виявлені у захисті державного суверенітету та територіальної цілісності України, вірність військовій присязі під час російсько-української війни;
- орден Данила Галицького (3 листопада 2020 року) — за особисту мужність, виявлену під час бойових дій, зразкове виконання військового обов’язку та високий професіоналізм[1].